# Network Driver Interface Specification
Die Network Driver Interface Specification (NDIS) ist ein von Microsoft und 3Com entwickelter Standard zur Einbindung von Netzwerkkarten. Er erlaubt den Betrieb von mehreren Karten in einem PC genauso wie den Einsatz mehrerer Protokolle auf einer Netzwerkkarte. Der eigentliche Kartentreiber ist hierbei der MAC-Treiber. NDIS wird unter Windows verwendet, im Gegensatz zu ODI, welches für Apple benötigt wird. Unter Linux ist es mithilfe des Ndiswrapper möglich, die NDIS-Treiber von Windows zu laden. FreeBSD bietet ebenfalls entsprechende Unterstützung an, um Windows-Treiber zum Betrieb von Netzwerkadaptern nutzen zu können.

## NDIS WAN
Die Network Driver Interface Specification for Wide Area Networks stellt eine Microsoft-Erweiterung in Bezug auf Weitverkehrsnetze wie z. B. das Internet dar.
Der NDIS-WAN-Treiber eines ISDN- oder ADSL-Controllers ermöglicht die Nutzung des Controllers als WAN-Adapter über das DFÜ-Netzwerk.
Folgende NDIS-Versionen wurden implementiert:
- NDIS 2.0: MS-DOS, Windows für Workgroups 3.1, OS/2
- NDIS 3.0: Windows für Workgroups 3.11
- NDIS 3.1: Windows 95
- NDIS 3.5: Windows NT 3.5
- NDIS 4.0: Windows 95 OSR2, NT 4.0, Windows CE 3.0
- NDIS 4.1: Windows 98, NT 4.0 SP3
- NDIS 5.0: Windows 98 SE, Me, 2000
- NDIS 5.1: Windows XP, Server 2003, Windows CE 4.x, 5.0, 6.0
- NDIS 5.2: Windows Server 2003 SP2
- NDIS 6.0: Windows Vista
- NDIS 6.1: Windows Vista SP1, Server 2008, Windows Embedded Compact 7, Windows Embedded Compact 2013
- NDIS 6.20: Windows 7, Microsoft Windows Server 2008 R2
- NDIS 6.30: Windows 8, Windows Server 2012
- NDIS 6.40: Windows 8.1, Windows Server 2012 R2
- NDIS 6.50: Windows 10 1507
- NDIS 6.51: Windows 10 1511
- NDIS 6.60: Windows 10 1607, Windows Server 2016
- NDIS 6.70: Windows 10 1703
- NDIS 6.80: Windows 10 1709
- NDIS 6.81: Windows 10 1803
- NDIS 6.82: Windows 10 1809, Windows Server 2019
- NDIS 6.83: Windows 10 1903
- NDIS 6.84: Windows 10 2004
- NDIS 6.85: Windows 10 21H2, Windows Server 2022
- NDIS 6.86: Windows 11 21H2
- NDIS 6.87: Windows 11 22H2
- NDIS 6.88: Windows Server 2022 23H2
- NDIS 6.89: Windows 11 24H2

Bei den Windows-Varianten ab Windows 2000 wird der NDIS-WAN-Treiber mit dem jeweiligen Gerätetreiber des ISDN- bzw. ADSL-Controllers automatisch mitinstalliert. Unter älteren Windows-Varianten (Windows 95/98/Me) muss der NDIS-WAN-Treiber dagegen bei Bedarf zusätzlich installiert werden, indem in der Netzwerkkonfiguration ein VPN-Adapter hinzugefügt wird.
Die volle Unterstützung von Installationen mit mehreren aktiven ISDN-Controllern über das DFÜ-Netzwerk wird erst über die in den jeweiligen CAPI-Treibern integrierten CoNDIS WAN CAPI-Treiber sichergestellt. CoNDIS stellt eine Weiterentwicklung des NDIS-Standards dar. CoNDIS-Treiber sollen in allen künftigen Microsoft-Betriebssystemen die NDIS-Treiber ersetzen.